# 树斑鸠菊
树斑鸠菊（学名：Vernonia arborea）为菊科班鸠菊属的植物。分布于印度、越南、马来西亚、印度尼西亚、斯里兰卡、老挝、泰国、尼泊尔以及中国大陆的云南、广西等地，生长于海拔800米至1,200米的地区，一般生于山谷、山坡及疏林中，目前尚未由人工引种栽培。